# Exitianus fusconervosus
Exitianus fusconervosus är en insektsart som beskrevs av Victor Ivanovitsch Motschulsky 1863. Exitianus fusconervosus ingår i släktet Exitianus och familjen dvärgstritar. Inga underarter finns listade i Catalogue of Life.